# Chlamydophila psittaci
Chlamydophila omraiei, taxonomisch korrekt heute wieder als Chlamydia psittaci bezeichnet, ist ein gramnegatives Bakterium aus der Gruppe der Chlamydien und der Erreger der Ornithose (Papageienkrankheit) bei Vögeln und Menschen. Das Genom von neun Stämmen von Chlamydophila psittaci wurde 2012 vollständig sequenziert.

## Merkmale
Chlamydophila psittaci zeigt die typischen Merkmale der Gruppe der Chlamydien. Wie alle Chlamydien kann sich C. psittaci nur intrazellulär, d. h. innerhalb der Zellen eines Wirts vermehren, da die Bakterien keine Nukleotide synthetisieren können. Auch die übrigen biologischen Eigenschaften entsprechen weitgehend denen anderer Chlamydien (s. dort). Eine Besonderheit ist, dass C. psittaci in Form von kleinen Überdauerungsformen, sogenannte Elementarkörperchen, über Wochen außerhalb eines Wirtsorganismus infektiös bleiben kann.

### Genetik
Das Genom des Stammes Chlamydophila psittaci 6BC wurde 2011 vollständig sequenziert. Das Genom weist eine Größe von 1179 Kilobasenpaaren (kb) auf, das ist lediglich 25 % der Genomgröße von Escherichia coli. Es sind 975 Proteine annotiert. Die geringe Genomgröße ist ein Hinweis auf die parasitäre Lebensweise, das Bakterium hat im Laufe der Zeit die Fähigkeit zur Synthese zahlreicher Metabolite verloren, da es diese durch die Wirtszellen erhält. Das Ergebnis der Sequenzierung zeigt einen GC-Gehalt (den Anteil der Nukleinbasen Guanin und Cytosin) in der Bakterien-DNA von etwa 39 Mol-Prozent. Neben dem Bakterienchromosom besitzt dieser Stamm von C. psittaci auch ein Plasmid mit einer Genomgröße von 7,5 kb.
2012 folgte eine genetische Untersuchung aller neun bekannter Stämme (neun verschiedene Genotypen) von C. psittaci. Die Größe des Genoms variiert zwischen 1141 und 1172 kb, bis auf einen Bakterienstamm weisen alle auch ein extrachromosomales Plasmid auf. Der GC-Gehalt in der Bakterien-DNA liegt zwischen 38,7 und 39,1 Mol-Prozent.

### Pathogenität
C. psittaci wird durch die Biostoffverordnung in Verbindung mit der TRBA 466 der Risikogruppe 3 zugeordnet und als Zoonoseerreger gekennzeichnet. Eine Übertragung von C. psittaci vom Tier auf den Menschen ist ohne weiteres möglich.

### Nachweise
Der Nachweis bestimmter Teile des bakteriellen Genoms kann mit Hilfe des PCR-Verfahrens (Polymerase-Kettenreaktion) erfolgen. Ein 2010 entwickeltes Verfahren beruht auf der Real Time Quantitative PCR (q-PCR) und ermöglicht die quantitative Bestimmung von C. psittaci und anderen tierpathogenen Chlamydophila-Arten, wie beispielsweise C. felis.

## Vorkommen
Das natürliche Reservoir von C. psittaci sind Vögel, besonders Papageien (vgl. Name). Bei diesen kann die Infektion zu schweren Erkrankungen mit Todesfolge führen oder auch nur geringe Symptome hervorrufen oder inapparent bleiben. Die 2012 bekannten Genotypen von C. psittaci wurden aus folgenden Vögeln isoliert: Kakadus, Wellensittiche, Loris und anderen Papageien, Tauben, Enten, Gänse, Truthühner und Laufvögel. Einige Stämme wurden auch bei Menschen, Hausrindern und Bisamratten gefunden.

## Systematik

### Äußere Systematik
Die Systematik der Ordnung Chlamydiales – und damit auch der Gattungen Chlamydia und Chlamydophila – hat sich durch die Untersuchungen von Everett u. a. aus dem Jahr 1999 grundlegend verändert. Vorher wurde Chlamydophila psittaci als Chlamydia psittaci bezeichnet und bildete mit Chlamydia trachomatis zusammen die Gattung Chlamydia. Die genetischen Untersuchungen zeigten jedoch deutliche Unterschiede der beiden Arten auf, so dass eine neue Gattung Chlamydophila etabliert wurde, mit C. psittaci als Typusspezies. Durch Publikation im International Journal of Systematic and Evolutionary Microbiology (IJSEM) wird ein neues Taxon, wie Gattung oder Art validiert, also gültig festgelegt. Obwohl dies für Chlamydophila psittaci 1999 geschah, findet sich teilweise in der Fachliteratur immer noch die veraltete Bezeichnung. 2009 wurde von einigen Wissenschaftlern der Vorschlag gemacht, wieder die frühere Gattungsbezeichnung Chlamydia bei allen Arten zu verwenden. Bisher (Stand 2014) ist nach dem Internationalen Code der Nomenklatur der Bakterien immer noch Chlamydophila psittaci das gültige Taxon. Es wurde allerdings von der Internationalen Kommission für die Systematik der Prokaryoten eine Arbeitsgruppe eingerichtet, die sich mit der kontroversen Bezeichnung befasst.

### Innere Systematik
Die Art Chlamydophila psittaci lässt sich in mehrere Bakterienstämme unterscheiden. Zur Aufklärung der Stammesgeschichte – und der verwandtschaftlichen Beziehungen der Organismen untereinander – untersucht man die DNA-Sequenzen und bei Bakterien zusätzlich die 16S rRNA, ein für Prokaryoten typischer Vertreter der ribosomalen RNA. Bei den Untersuchungen von Everett u. a. von 1999 wurden acht Stämme unterschieden und als acht Serovare bezeichnet. Die Ergebnisse zeigen, dass die Gene der 16S rRNA bei diesen Stämmen um weniger als 0,6 % voneinander abweichen. Der Stamm 6BC gilt als Typusstamm für die Spezies, er wird auch unter der Bezeichnung ATCC VR-125 geführt. Den genetischen Untersuchungen von Van Lent u. a. von 2012 lagen neun Bakterienstämme zu Grunde, die als Vertreter von neun Genotypen angesehen werden. Diese entsprechen den Serovaren, außer dass mit Genotyp E/B ein weiterer hinzugekommen ist. Die Bezeichnungen der Stämme erfolgt jedoch unterschiedlich, da sie zum Teil noch nicht in den bedeutenden Sammlungen von Mikroorganismen (wie der ATCC) enthalten sind. Somit lassen sich die Ergebnisse nicht einfach miteinander vergleichen. Alle untersuchten Stämme sind (für die Wirtstiere) als pathogen anzusehen und als Erreger ohne weiteres auf den Menschen übertragbar.

### Etymologie
Der Artname bezieht sich auf das Vorkommen, psittaci aus dem Lateinischen bedeutet „des Papageis“ (Genitiv), verweist also auf die Papageien (Psittaciformes) als wichtigsten Wirt.

## Klinische Bedeutung
In Deutschland erkranken schätzungsweise ca. 200 Menschen pro Jahr an der Ornithose. In aller Regel handelt es sich dabei um Ziervogelhalter oder -züchter. Für diese und für in Geflügelbetrieben Beschäftigte ist die Ornithose (oder Psittakose) als Berufskrankheit anerkannt.

## Symptome
Typische Manifestationen einer Infektion mit Chlamydophila psittaci sind plötzlicher Beginn mit Fieber, Kopfschmerzen als Leitsymptom, Muskelschmerzen, unproduktiver trockener Husten und Dyspnoe.

## Behandlung
Die antibiotische Therapie einer durch Chlamydophila psittaci verursachten Erkrankung erfolgt mit Doxycyclin (alternativ Clarithromycin) oder Azithromycin über 10 bis 21 Tage.

## Meldepflicht
In Deutschland ist der direkte oder indirekte Nachweis von namentlich meldepflichtig nach § 7 des Infektionsschutzgesetzes, soweit der Nachweis auf eine akute Infektion hinweist.